# Witold Filipczak
Witold Aleksander Filipczak (ur. 4 kwietnia 1963 w Łodzi) – polski historyk, doktor habilitowany, wykładowca UŁ.

## Życiorys
W. Filipczak w latach 1982–1987 studiował historię w Instytucie Historii UŁ. W dniu 3 lipca 1997 został doktorem na podstawie pracy Sejm z roku 1778. Promotorem rozprawy był prof. dr hab. Wojciech Szczygielski (recenzenci: Jerzy Grobis i Hubert Izdebski).  W latach 1987–1988 pracował jako nauczyciel historii, potem związał się z Instytutem Historii UŁ i pozostaje jego pracownikiem do dnia obecnego. Najpierw w Katedrze Historii Polski Nowożytnej (potem zmiana nazwy na Katedra Historii Polski XVI–XVIII w.) jako asystent-stażysta i asystent. W latach 1997–2009 zatrudniony jako adiunkt. Od 2006 r. w Katedrze Historii Nowożytnej Polski i Krajów Nadbałtyckich. W 2009 r. został starszym wykładowcą w Katedrze Historii Nowożytnej.
W 2012 r. przedstawił rozprawę habilitacyjną Życie sejmikowe prowincji wielkopolskiej w latach 1780–1786 (recenzenci: prof. dr hab. Zbigniew Anusik; prof. dr hab. Jerzy Dygdała; dr hab. Andrzej Stroynowski; dr hab. Michał  Zwierzykowski). W 2013 r. uzyskał stopień doktora habilitowanego. Do wydania rozprawy habilitacyjnej napisał 24 artykuły naukowe.

## Zainteresowania badawcze
Zainteresowania badawcze W. Filipczaka koncentrują się wokół kilku zagadnień: parlamentaryzmu i życia politycznego Rzeczypospolitej w XVI–XVIII wieku; życia parlamentarnego zachodniej Korony w latach 1780–1786; okresem funkcjonowania Rady Nieustającej (1775–1788), funkcjonowaniem sejmików (zwłaszcza prowincji wielkopolskiej) i sejmu oraz układem sił politycznych w Koronie i na Litwie.

## Książki
- Sejm z roku 1778, Warszawa: "Semper" 2000, ISBN 83-86951-72-9
- Życie sejmikowe prowincji wielkopolskiej w latach 1780–1786, Łódź: Wydawnictwo Uniwersytetu Łódzkiego 2012, ISBN 978-83-7525-763-2